# アリシュタ
アリシュタ（梵: अरिष्ट, Ariṣṭa）あるいはアリシュタースラ（梵: अरिष्टासुर, Ariṣṭāsura）は、インド神話に登場するアスラである。マトゥラーの悪王カンサに仕える悪魔の1人。『バーガヴァタ・プラーナ』によると巨大な牡牛の姿をしたアスラで、背中のこぶはまるで雲を被った山のようであり、尾を直立させると雲に届いたという。成長したクリシュナによって退治された。

## 神話
アリシュタは蹄で大地を震動させながら現れ、咆哮しながら、蹄で大地を荒らし、鋭い角で土を掘り返し、人々を強く睨みつけた。牛飼やゴーピーたちは恐れおののき、クリシュナに助けを求めた。そこでクリシュナがアリシュタを挑発すると、アリシュタは激昂し、クリシュナに向かって突進して角を突き立てた。しかしクリシュナはその角をつかんで逆に押し返した。アリシュタは再度突進したが、クリシュナは角をつかんで悪魔を大地に投げた。さらにその上に飛び乗って踏みつけ、死ぬまで殴り続けた。クリシュナの戦いを見た聖仙ナーラダは、ヴァスデーヴァとデーヴァキーの息子が生きており、数々のアスラを倒してきたことをカンサに告げた。ナーラダ仙からクリシュナの生存を聞かされたカンサは悪魔ケーシンにクリシュナとバララーマの殺害を命じ、またムシュティカやチャーヌーラたちに闘技場を建設させ、クリシュナを殺すための闘技大会の開催を命じた。